# Winnenden

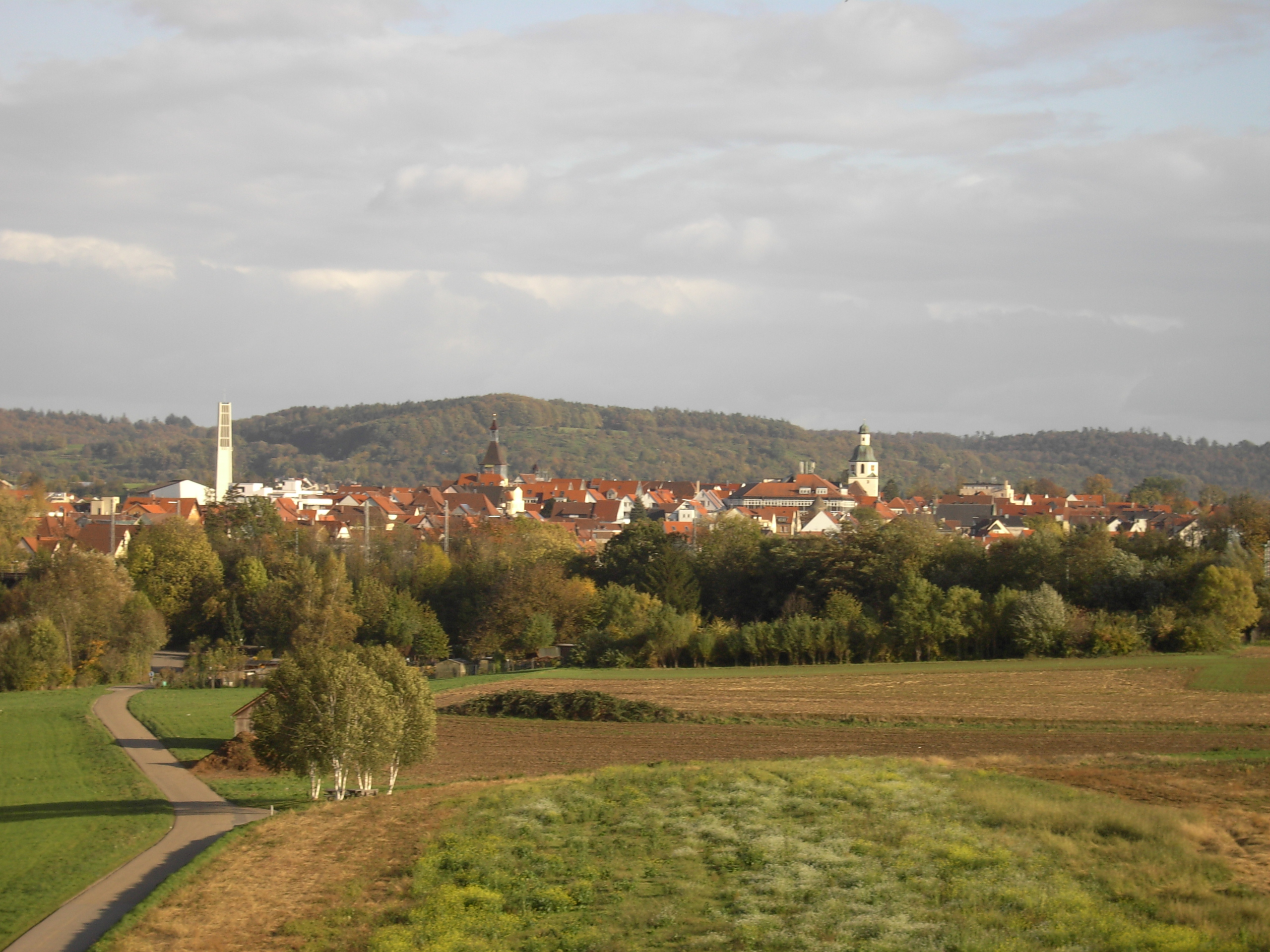
Blick von der Zipfelbachtalbrücke der B 14 nach Winnenden

Winnenden [ˈvɪnəndn̩] ist eine Stadt rund 20 Kilometer nordöstlich von Stuttgart in Baden-Württemberg. Sie ist die fünftgrößte Stadt des Rems-Murr-Kreises und ein Unterzentrum im Mittelbereich Waiblingen/Fellbach. Sie gehört zur Region Stuttgart und zur europäischen Metropolregion Stuttgart.
Seit dem 1. Januar 1973 ist Winnenden eine Große Kreisstadt.

## Geographie

### Geographische Lage
Winnenden liegt knapp 20 Kilometer nordöstlich von Stuttgart in der rund 2,8 Millionen Einwohner zählenden Region Stuttgart am westlichen Rande des Schwäbischen Waldes in 270 bis 504 Meter Höhe. Die Altstadt liegt auf einem Hügel zwischen dem Buchenbach und dem Zipfelbach.

### Nachbargemeinden
Folgende Städte und Gemeinden grenzen an die Stadt Winnenden. Sie werden im Uhrzeigersinn beginnend im Norden genannt:

Backnang, Allmersbach im Tal, Berglen, Remshalden, Korb, Schwaikheim und Leutenbach.

### Stadtgliederung
Das Stadtgebiet Winnendens besteht aus der Kernstadt, dem 1964 entstandenen Wohnbezirk Schelmenholz (kein eigenständiger Stadtteil), der im Jahr 2000 4441 Einwohner zählte, und den Stadtteilen Baach, Birkmannsweiler, Breuningsweiler, Bürg, Hanweiler, Hertmannsweiler und Höfen, die erst im Rahmen der Gemeindereform der 1970er Jahre eingegliedert wurden. Zu den einzelnen Stadtteilen gehören noch separat gelegene Wohnplätze mit besonderem Namen, wie Lange Weiden, Pfeilhof in Baach, Buchenbachhof, Burkhardshof und Neumühle in Birkmannsweiler, Sonnenberg in Breuningsweiler, Schulerhof in Bürg, Degenhof in Hertmannsweiler und Ruitzenmühle in Höfen. 
Auf der Gemarkung Winnendens liegen weiterhin die Wüstungen Schnarrenberg und Stuhlhof.
In der Kernstadt werden zum Teil Wohngebiete mit eigenem Namen unterschieden, deren Bezeichnungen sich im Laufe der Geschichte aufgrund der Bebauung ergeben haben, die jedoch meist nicht genau abgrenzbar sind. Hierzu gehört beispielsweise das Wohngebiet „Am Hungerberg“.

### Raumplanung
Winnenden bildet ein Unterzentrum im Mittelbereich Waiblingen/Fellbach der Region Stuttgart, in der die Landeshauptstadt Stuttgart als Oberzentrum ausgewiesen ist.

## Geschichte

### Vorchristliche Zeit
Mit Unterstützung der Stadt Winnenden legte das Landesamt für Denkmalpflege Baden-Württemberg in den Jahren 2009 und 2010 in Hertmannsweiler eine steinzeitliche Dorfanlage aus der Zeit um etwa 4500 v. Chr. frei, die in der mittleren Phase der Jungsteinzeit, der so genannten Rössener Kulturstufe entstand.
Die Siedlung bestand aus einfachen, in Holz- und Lehmfachwerk erbauten Rechteckhäusern. Ferner fanden sich Spuren von Vorratsgruben und Ofenanlagen, interessanterweise jedoch keine Brunnen, wie sie anderswo aus der Jungsteinzeit bereits belegbar sind. Von besonderem Interesse ist auch die Tatsache, dass die auf einem flachen Höhenrücken gelegene Dorfanlage zumindest zeitweise von mächtigen, durchgehenden Palisaden geschützt gewesen war. Diese mit erheblichem Aufwand errichtete Befestigung kann als Beleg für eine äußere Bedrohung gelten, vor der sich die Dorfbewohner schützen wollten. Offenbar nur zwei oder drei Generationen lang lebten hier Familien von Ackerbau und Viehhaltung und töpferten einfache Keramikgefäße, fertigten aber auch komplizierte Werkzeuge aus Feuerstein oder Felsgeröll an. Ihre Toten bestatteten sie in unmittelbarer Nähe zum Dorf in Hockergräbern, von denen eines ausgegraben werden konnte.
Bei weiteren Grabungen 2018 auf demselben Areal haben Archäologen rund 6500 Jahre alte Tonscherben, aus der Jungsteinzeit ausgegraben. Diese sind zum Teil mit aufwendigen Ornamenten verziert, mit deutlichen Gravuren versehen und belegen, dass hier das erste nachweisbare „Gewerbegebiet“ Winnendens angesiedelt war.

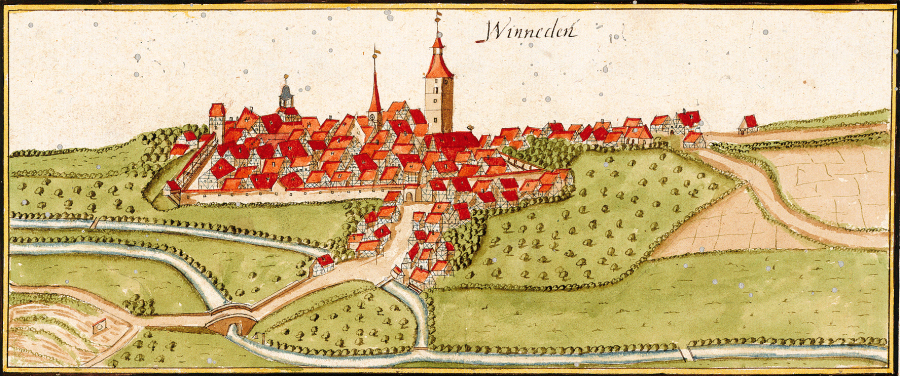
Ansicht von Winnenden im Jahr 1685, Kiesersche Forstkarte

### Mittelalter und frühe Neuzeit

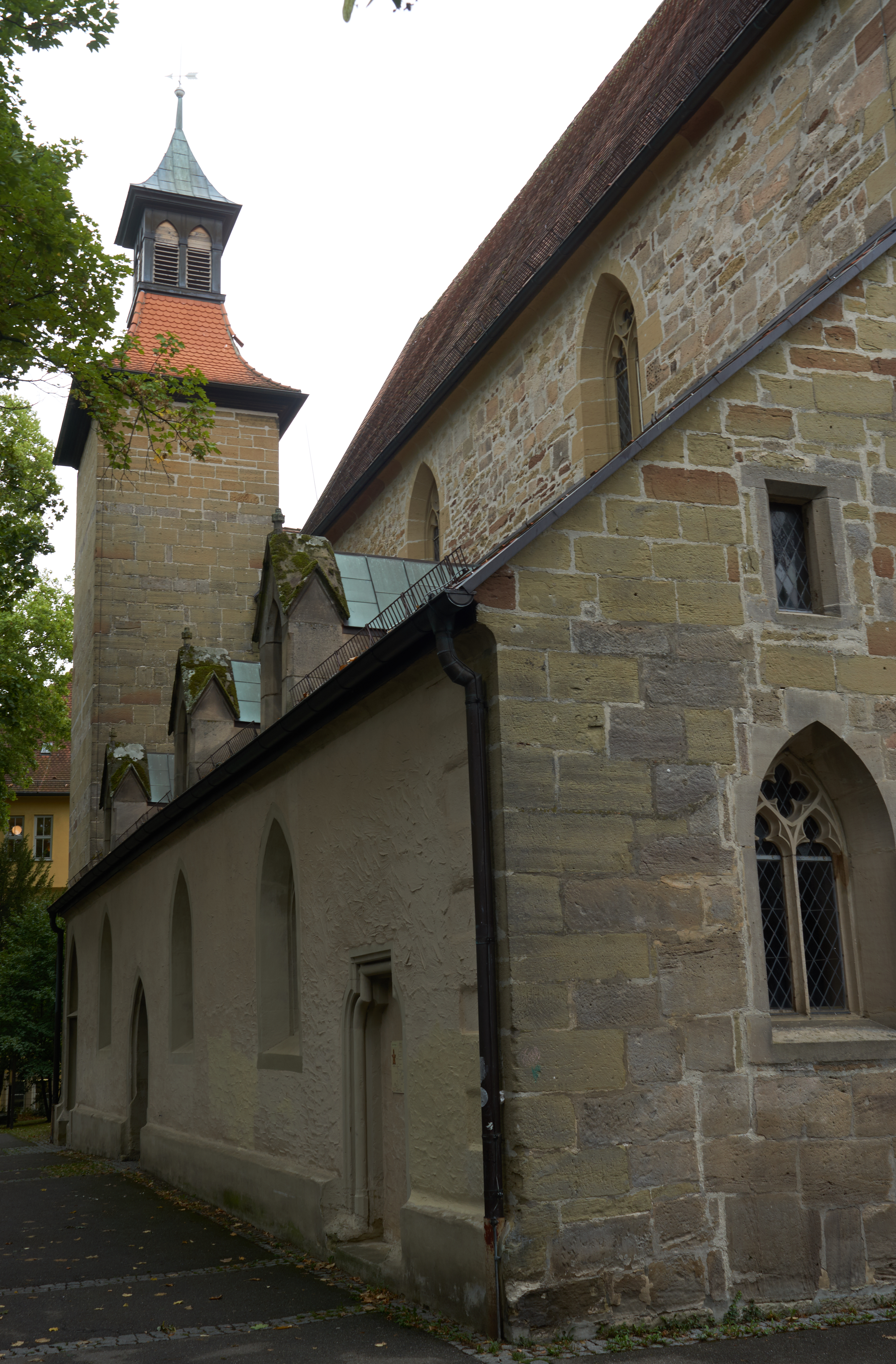
Schlosskirche in Winnenden; Kulturdenkmal

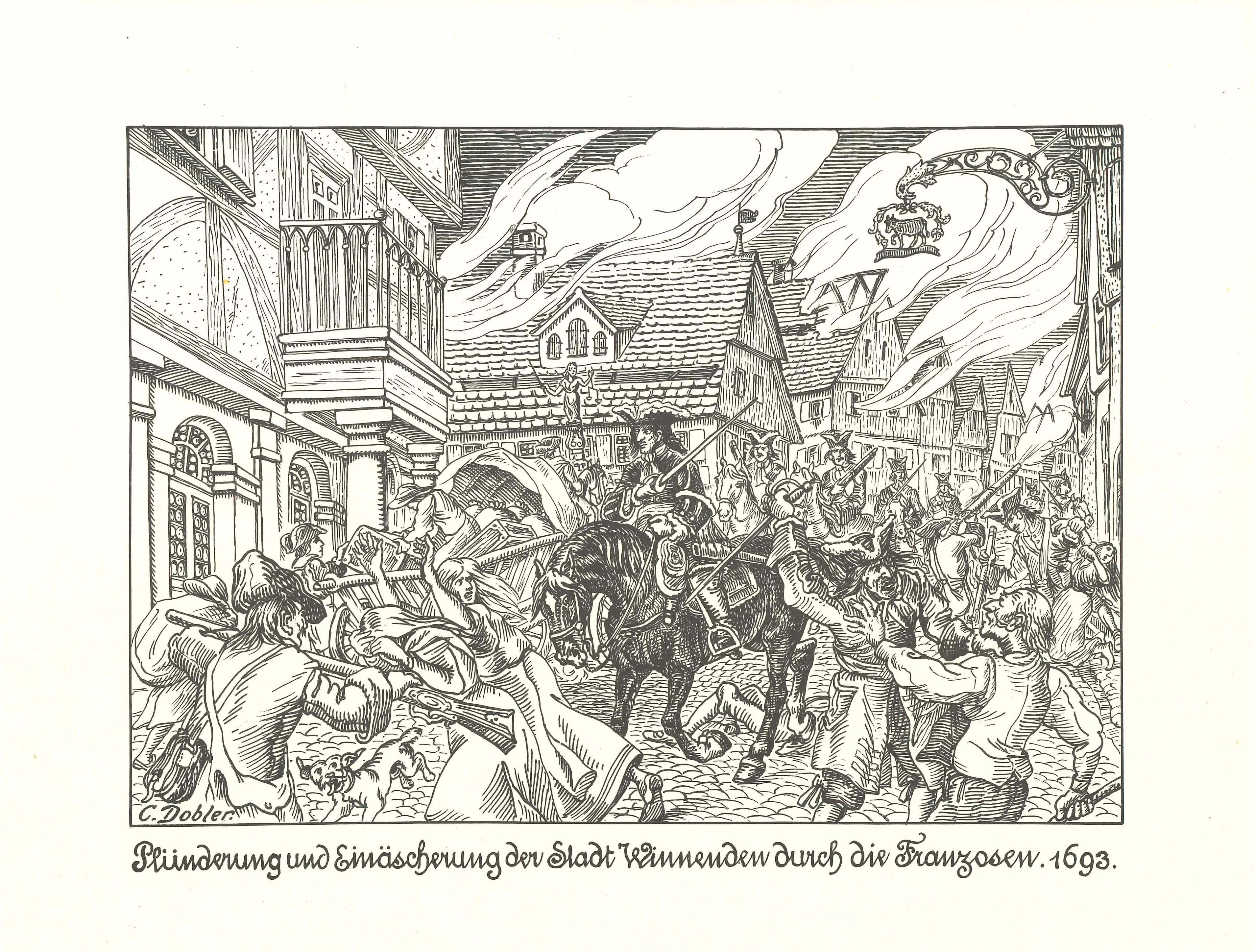
Darstellung der französischen Truppen im Jahre 1693 von Carl Dobler (1920)

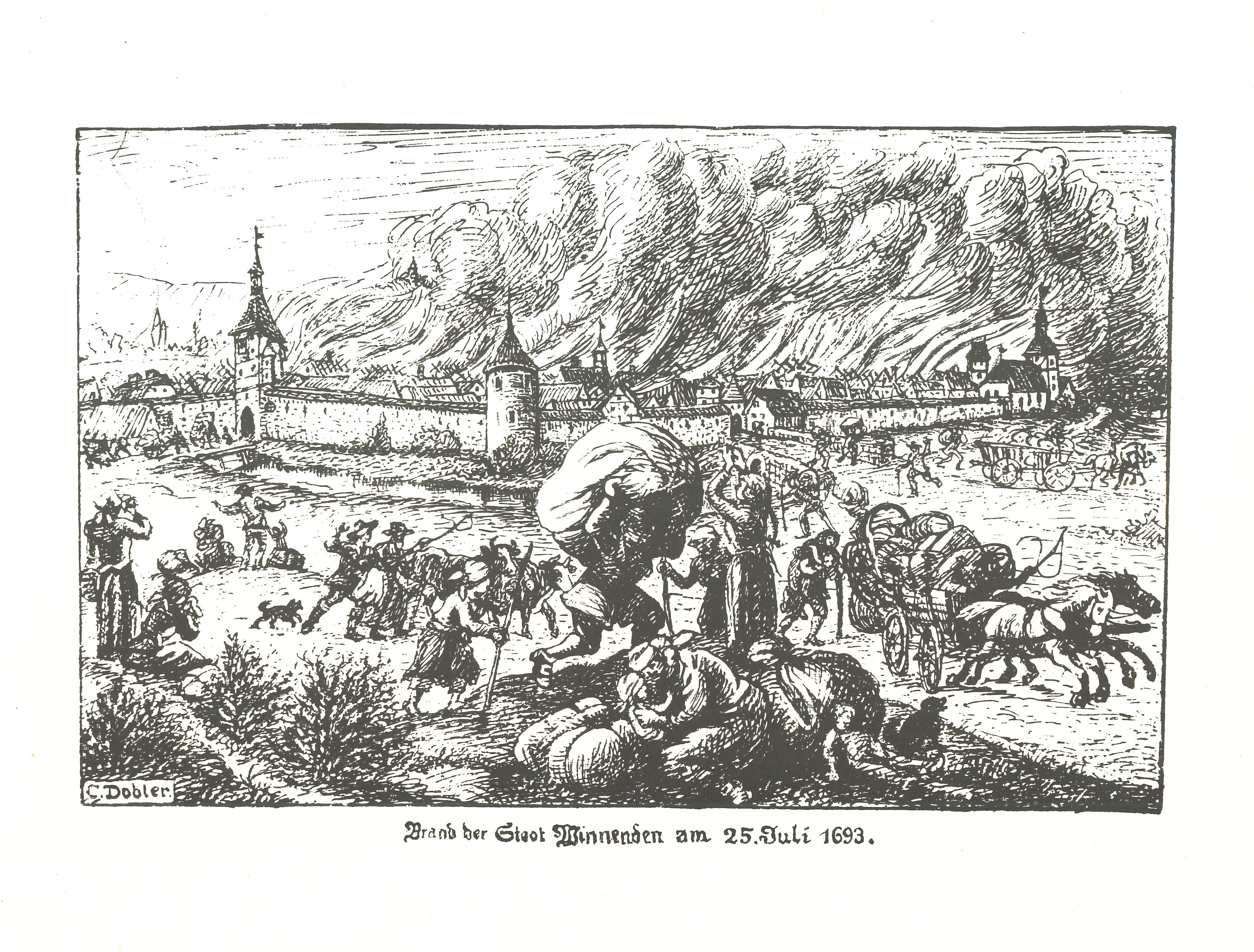
Darstellung des Stadtbrands im Jahre 1693 von Carl Dobler (1920)

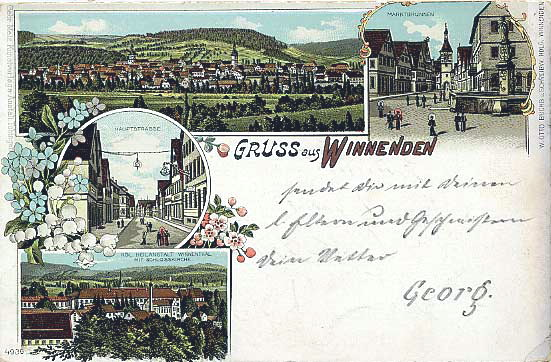
Ansichtskarte Winnenden 1898

Der Name Winnenden wurde vermutlich kurz nach 850 n. Chr. für das Siedlungsgebiet am Buchenbach gebräuchlich. Damals ließ Kaiser Ludwig der Fromme kriegsgefangene Slawen und Mähren zwangsweise im Reich ansiedeln. Die ältesten Fundamente der Schlosskirche stammen aus dieser Zeit und weisen darauf hin, dass die Pfarrei zur Christianisierung dieser sogenannten Wenden gegründet wurde. Aus der Stammesbezeichnung für die Wenden entwickelte sich dann der heutige Name Winnenden.
Die erste schriftliche Erwähnung erfuhr Winnenden jedoch erst in der Regierungszeit Friedrichs I. (Barbarossa) von Stauffen. Der Kaiser stellte am 25. Mai 1181 eine Urkunde über das Kloster Adelberg aus, die in der Zeugenreihe einen „Gotefridus de Wineden“ aufführt. Dieser Hochadlige, ein jüngerer Nachkomme der Herren von Schauenburg, hatte sich mit dem Bau der Burg Alt-Winnenden (heute Bürg) einen Familienstammsitz geschaffen. Sein Schwiegersohn Heinrich von Neuffen erhielt 1212 von König (später Kaiser) Friedrich II. das Privileg der sogenannten Markgerechtigkeit, die Burg, die um diese Zeit Windin genannt wird, und damit die Grundlage für die Errichtung der Stadt Winnenden – die damit älteste Stadt im Rems-Murr-Kreis ist. 1277 wurde Burg Alt-Winnenden (heute Bürg) auf Konrad von Weinsberg übertragen. Am 10. Oktober 1325 wurden Burg und Stadt Winnenden an Württemberg verkauft. Aus der Herrschaft Winnenden entstand in württembergischer Zeit das Amt Winnenden, das später zum Oberamt erhoben wurde. Das Stadtschloss (die Deutschordenskommende Winnenden, die seit 1291 erwähnt und auch Schloss Winnenthal genannt wird), kam erst 1665 zu Württemberg.
Im Bauernkrieg stand Winnenden zunächst unter dem Einfluss des Armen Konrad, musste sich aber 1519 dem Schwäbischen Städtebund ergeben. Eine pestähnliche Seuche raffte im Jahr 1616 ungefähr die Hälfte der Bevölkerung dahin. Im Dreißigjährigen Krieg wurde die Stadt 1638 und 1643 geplündert. Kaiserliche, französische und schwedische Truppen besetzten zeitweise Winnenden.
1665 erwarb Herzog Eberhard III. von Württemberg die Deutschordenskommende Winnenden als herzogliches Kammerschreibereigut. Aus dessen Gebiet entstand das Stabsamt Winnenthal. 1693 setzten französische Truppen Winnenden in Brand. Sämtliche Gebäude innerhalb des Stadtmauerrings brannten ab.

### Neuere Zeit
1808 wurden im Zuge der neuen Verwaltungsgliederung nach der Errichtung des Königreichs Württemberg das Oberamt Winnenden und das Stabsamt Winnenthal aufgelöst und seine Gemeinden, darunter alle heutigen Stadtteile Winnendens, dem Oberamt Waiblingen zugeordnet. Mit der Fertigstellung des Abschnitts Waiblingen–Backnang der Murrtalbahn 1876 erhielt Winnenden Anschluss an das Streckennetz der Württembergischen Staatseisenbahnen.
Bei den Kreisreformen während der NS-Zeit in Württemberg kam Winnenden 1934 zunächst zum Kreis Waiblingen, wobei es sich hier lediglich um das umbenannte alte Oberamt handelte, und 1938 zum vergrößerten Landkreis Waiblingen.
Da Winnenden nach dem Zweiten Weltkrieg Teil der Amerikanischen Besatzungszone geworden war, gehörte die Stadt somit seit 1945 zum neu gegründeten Land Württemberg-Baden, das 1952 im jetzigen Bundesland Baden-Württemberg aufging.
Durch die Kreisreform in Baden-Württemberg gelangte Winnenden am 1. Januar 1973 zum Rems-Murr-Kreis.

### Eingemeindungen
Im Rahmen der Gebietsreform Anfang der 1970er Jahre wurden mehrere Nachbargemeinden eingegliedert. Dadurch erreichte das Stadtgebiet seine heutige Ausdehnung und die Einwohnerzahl überschritt die 20.000-Einwohner-Grenze. Daher stellte die Stadtverwaltung den Antrag auf Erhebung zur Großen Kreisstadt, was die Landesregierung von Baden-Württemberg dann mit Wirkung vom 1. Januar 1973 beschloss.
Baach wurde 1357 erstmals erwähnt und gehörte größtenteils der Deutschordens-Komturei Winnenden an. Mit dieser kam der Ort 1665 an Württemberg und gehörte dann zum Amt bzw. Oberamt Winnenden. 1686 hieß der Ort noch Bach.
Birkmannsweiler wurde 1304 als Berkamswiler erstmals erwähnt und gehörte zur Herrschaft Winnenden. Der Ort kam vermutlich 1325 an Württemberg (Amt Winnenden), doch hatte der Deutsche Orden auch hier Besitz. Im Jahr 1545 umfasste der Ort bereits 42 Haushalte. 1886 wurde der Ort Birckmansweyler genannt.
Breuningsweiler wurde 1293 als Bruningswiler erstmals erwähnt, als das Kloster Lorch das Vogtrecht über seine Güter Württemberg überließ. 1443 waren auch die Schenken von Winnenden sowie die Deutschordenskomturei begütert. Um 1545 waren hier bereits 19 Haushalte ansässig. Ab 1665 gehörte der ganze Ort zu Württemberg (Amt Winnenden). 1686 wurde der Ortsname noch Brimmersweyler geschrieben.
Bürg wurde 1210 als castrum Winidum (Burg Winnenden) erstmals erwähnt. 1525 hieß es die Bürg, 1624 Altwinnenden. Die Burg Altwinnenden war Sitz der Herren von Winnenden, bevor diese an Württemberg gelangte. Der Ort gehörte zunächst mit den Wohnplätzen Schulerhof und Stöckenhof zur Gemeinde Baach. 1686 hieß der Ort Bürck bey Bach. 1815 wurde Bürg eine eigene Gemeinde innerhalb des Oberamts Waiblingen. Der Wohnplatz Stöckenhof wurde am 1. Januar 1972 in die Nachbargemeinde Öschelbronn umgegliedert, die ihrerseits am 1. April 1972 Teil der neu gebildeten Gemeinde Buchenberg (ab 27. Dezember 1972 Berglen) wurde.
Hanweiler wurde 1426 als Heinwiler erstmals erwähnt. 1477 wurde „im Trombach genannt Hanweiler“ erwähnt. Der Wald Trombach wurde bereits 1288 von den Herren von Neuffen an die neu gegründete Deutschordenskomturei geschenkt. Hanweiler gehörte somit zur Deutschordenskomturei und gelangte mit dieser an Württemberg. 1686 hieß der Ort in Andreas Kiesers Forstlagerbuch Hahnweyler. Es gehörte zunächst zur Kammerschreiberei, 1753 zur Landschaft und war dem Stabsamt Winnenthal zugeordnet. 
Hertmannsweiler wurde 1444 als Hertmannswiller erstmals erwähnt. Der Ort gehörte bereits zu Württemberg und war dem äußeren Gericht des Amtes Winnenden zugeordnet. Im Jahr 1545 umfasste der Ort 73 Haushalte. 1686 hieß der Ort Herdtmansweyler.
Höfen wurde 1524 als zun Höfen erstmals erwähnt. 1559 wurde zwischen Ober und Unter Heffa (Ober- und Unter Höfen) unterschieden. Die „zwei Höfe bei Winnenden“ gehörten wohl bei Gründung der Deutschordenskomturei zu dessen Besitz. 1665 kam der Ort an Württemberg und wurde dem Stabsamt Winnenthal zugeordnet. 1686 wurde der Ort Zu den Höffen genannt.
Zeitpunkt der Eingliederung in die Stadt Winnenden
- 1. Januar 1971: Höfen[11]
- 1. Dezember 1971: Baach, Bürg (u. a. mit Stöckenhof), Hertmannsweiler[11]
- 1. Januar 1972: Breuningsweiler, Hanweiler. Zusätzlich: Umgliederung des Wohnplatzes Stöckenhof in die Nachbargemeinde Öschelbronn (heute Berglen)[12]
- 1. Januar 1974: Birkmannsweiler[13]

### Neueste Zeit
Am 11. März 2009 geriet die Stadt weltweit in die Schlagzeilen, als die Albertville-Realschule zum Schauplatz des sogenannten Amoklaufs von Winnenden wurde, bei dem in Winnenden 13 und im Verlauf der anschließenden Flucht des Amokläufers Tim Kretschmer nach Wendlingen am Neckar drei weitere Menschen, darunter der 17-jährige Täter, ums Leben kamen. Der verletzte Täter beendete den Amoklauf durch einen Suizid.
2012 beging Winnenden die 800-Jahr-Feier.
Im Jahr 2019 hat Winnenden die Heimattage Baden-Württemberg ausgerichtet.

### Einwohnerentwicklung

Einwohnerentwicklung von Winnenden von 1803 bis 2017 nach nebenstehender Tabelle

Die Einwohnerzahlen sind Schätzungen, Volkszählungsergebnisse (¹) oder amtliche Fortschreibungen der jeweiligen Statistischen Ämter (nur Hauptwohnsitze).
| Jahr               | Einwohnerzahlen |
| ------------------ | --------------- |
| 1803               | 2.442           |
| 1823               | 2.776           |
| 1843               | 3.239           |
| 1855               | 3.000           |
| 1861               | 3.037           |
| 1. Dezember 1871   | 3.168           |
| 1. Dezember 1880 ¹ | 3.617           |
| 1. Dezember 1890 ¹ | 3.530           |
| 1. Dezember 1900 ¹ | 3.730           |
| 1. Dezember 1910 ¹ | 4.414           |
| 16. Juni 1925 ¹    | 4.723           |
| 16. Juni 1933 ¹    | 5.134           |
| 17. Mai 1939 ¹     | 5.783           |
| 1946               | 8.021           |

| Jahr                 | Einwohnerzahlen |
| -------------------- | --------------- |
| 13. September 1950 ¹ | 8.917           |
| 6. Juni 1961 ¹       | 11.685          |
| 27. Mai 1970 ¹       | 14.243          |
| 31. Dezember 1975    | 22.261          |
| 31. Dezember 1980    | 22.334          |
| 25. Mai 1987 ¹       | 22.044          |
| 31. Dezember 1990    | 23.995          |
| 31. Dezember 1995    | 26.144          |
| 31. Dezember 2000    | 27.269          |
| 31. Dezember 2005    | 27.758          |
| 31. Dezember 2010    | 27.599          |
| 31. Dezember 2015    | 27.932          |
| 31. Dezember 2020    | 28.334          |

¹ Volkszählungsergebnis
Der Ausländeranteil betrug 2011 in Winnenden 15,1 %.

## Religionen
Winnenden gehörte anfangs zum Bistum Konstanz. 1537 wurde wie in ganz Württemberg ab 1534 die Reformation eingeführt. Danach war Winnenden eine rein protestantische Stadt. Sie gehört zum Dekanat bzw. Kirchenbezirk Waiblingen. Zur heutigen Stadtkirchengemeinde Winnenden gehören die Stadtkirche St. Bernhard und die Schlosskirche St. Jakobus. In letzterer trifft sich die Gemeinde zum Gottesdienst. Zur Evangelischen Kirchengemeinde Winnenden gehörten zunächst auch die Gemeindeglieder aus den Stadtteilen als Filialgemeinden, wo ebenfalls die Reformation eingeführt worden war. Später wurden teilweise eigene Kirchengemeinden gegründet. So entstand 1837 die Kirchengemeinde Hertmannsweiler, zu der seit 1911 auch die Gemeindeglieder aus Bürg gehören. 1964 wurde in Bürg eine eigene Kirche (Auferstehungskirche) erbaut. 1840 entstand die Kirchengemeinde Birkmannsweiler, zu der seit 1911 auch Baach und Höfen gehören. Breuningsweiler wurde 1922 eine eigene Kirchengemeinde, die auch die Gemeindeglieder des Nachbarortes Buoch (Gemeinde Remshalden) betreut. Heute bilden die Stadtkirchengemeinde, die Kirchengemeinde Schelmenholz-Hanweiler und die Paul-Schneider-Haus-Gemeinde die Evangelische Gesamtkirchengemeinde Winnenden. Predigtstellen der Kirchengemeinde Schelmenholz-Hanweiler sind die 1962 erbaute Kirche Hanweiler und das Christophorushaus im Schelmenholz. Die Paul-Schneider-Haus-Gemeinde feiert Gottesdienst im gleichnamigen Gemeindezentrum.
Im 20. Jahrhundert gewannen Katholizismus und Islam durch Zuzüge an Bedeutung. 1946 entstand die erste katholische Seelsorgeeinheit in Winnenden nach der Reformation und 1958 wurde die Pfarrei gegründet. Die eigene Kirche St. Karl Borromäus wurde 1961 erbaut. Die Pfarrei betreut unter anderem auch die Katholiken der Stadtteile Baach, Birkmannsweiler, Breuningsweiler, Bürg, Hanweiler, Hertmannsweiler, Höfen und Schelmenholz und ist Teil des Dekanats Rems-Murr. In Schelmenholz wurde 1971 das Maximilian-Kolbe-Haus als weiteres Gemeindezentrum erbaut. Ferner gibt es im Ortsteil Oppelsbohm der Gemeinde Berglen noch das Gemeindezentrum St. Maria, das ebenfalls zur Kirchengemeinde Winnenden gehört.
Gegenwärtig (Zensus 2011) stellen Protestanten mit 41,2 % der Einwohner die größte Konfessionsgruppe. Katholiken machen 21,7 % der Einwohner aus. 37,1 % gehören einer sonstigen oder keiner Religion an. Die Verteilung der Religionen entspricht in etwa der auf Kreisebene. Verglichen mit Landesebene gibt es anteilig deutlich weniger Katholiken und deutlich mehr Konfessionslose und Angehörige sonstiger Religionen, verglichen mit Bundesebene sind Protestanten über- und Katholiken unterrepräsentiert. Unter den rund 11.000 Protestanten in der Stadt haben praktisch alle die deutsche Staatsbürgerschaft. Unter den knapp 6.000 Katholiken sind rund 1.000 Ausländer. Bei den rund 10.000 Konfessionslosen und Angehörigen sonstiger Religionen beträgt der Ausländeranteil rund 30 %.
Neben den beiden großen Kirchen gibt es in Winnenden auch einen der DITIB angeschlossenen Moscheeverein in der im Jahr 2000 eröffneten Kocatepe-Moschee im Nachbarort Leutenbach sowie einige Freikirchen, darunter die Evangelisch-methodistische Kirche mit Gemeinden in Winnenden und Birkmannsweiler, die Gemeinde Gottes, die Volksmission entschiedener Christen und die Freie evangelische Gemeinde. Auch die Neuapostolische Kirche ist in Winnenden vertreten.

## Politik

### Gemeinderat
Der Gemeinderat in Winnenden hat 26 Mitglieder. Er besteht aus den gewählten ehrenamtlichen Gemeinderäten und dem Oberbürgermeister als Vorsitzendem. Der Oberbürgermeister ist im Gemeinderat stimmberechtigt. Die Kommunalwahl am 9. Juni 2024 führte zu folgendem vorläufigen Endergebnis.
| Parteien und Wählergemeinschaften | Parteien und Wählergemeinschaften           | % 2024  | Sitze 2024 | % 2019  | Sitze 2019 | Kommunalwahl 2024 %403020100 32,37 %21,68 %14,03 %11,27 %11,14 %9,51 % FWCDUGrüneFDPSPDBWinGewinne und Verlusteim Vergleich zu 2019 %p 10 8 6 4 2 0 −2 −4 −6+2,15 %p−2,13 %p−4,25 %p−2,90 %p−2,38 %p+9,51 %pFWCDUGrüneFDPSPDBWin |
| FWV                               | Freie Wählervereinigung Winnenden           | 32,37   | 8          | 30,22   | 8          | Kommunalwahl 2024 %403020100 32,37 %21,68 %14,03 %11,27 %11,14 %9,51 % FWCDUGrüneFDPSPDBWinGewinne und Verlusteim Vergleich zu 2019 %p 10 8 6 4 2 0 −2 −4 −6+2,15 %p−2,13 %p−4,25 %p−2,90 %p−2,38 %p+9,51 %pFWCDUGrüneFDPSPDBWin |
| CDU                               | Christlich Demokratische Union Deutschlands | 21,68   | 6          | 23,81   | 6          | Kommunalwahl 2024 %403020100 32,37 %21,68 %14,03 %11,27 %11,14 %9,51 % FWCDUGrüneFDPSPDBWinGewinne und Verlusteim Vergleich zu 2019 %p 10 8 6 4 2 0 −2 −4 −6+2,15 %p−2,13 %p−4,25 %p−2,90 %p−2,38 %p+9,51 %pFWCDUGrüneFDPSPDBWin |
| Grüne                             | Alternative und Grüne Liste Winnenden       | 14,03   | 4          | 18,28   | 5          | Kommunalwahl 2024 %403020100 32,37 %21,68 %14,03 %11,27 %11,14 %9,51 % FWCDUGrüneFDPSPDBWinGewinne und Verlusteim Vergleich zu 2019 %p 10 8 6 4 2 0 −2 −4 −6+2,15 %p−2,13 %p−4,25 %p−2,90 %p−2,38 %p+9,51 %pFWCDUGrüneFDPSPDBWin |
| FDP                               | Freie Demokratische Partei                  | 11,27   | 3          | 14,17   | 4          | Kommunalwahl 2024 %403020100 32,37 %21,68 %14,03 %11,27 %11,14 %9,51 % FWCDUGrüneFDPSPDBWinGewinne und Verlusteim Vergleich zu 2019 %p 10 8 6 4 2 0 −2 −4 −6+2,15 %p−2,13 %p−4,25 %p−2,90 %p−2,38 %p+9,51 %pFWCDUGrüneFDPSPDBWin |
| SPD                               | Sozialdemokratische Partei Deutschlands     | 11,14   | 3          | 13,52   | 3          | Kommunalwahl 2024 %403020100 32,37 %21,68 %14,03 %11,27 %11,14 %9,51 % FWCDUGrüneFDPSPDBWinGewinne und Verlusteim Vergleich zu 2019 %p 10 8 6 4 2 0 −2 −4 −6+2,15 %p−2,13 %p−4,25 %p−2,90 %p−2,38 %p+9,51 %pFWCDUGrüneFDPSPDBWin |
| BWin                              | Bürgerstimme Winnenden                      | 9,51    | 2          | –       | –          | Kommunalwahl 2024 %403020100 32,37 %21,68 %14,03 %11,27 %11,14 %9,51 % FWCDUGrüneFDPSPDBWinGewinne und Verlusteim Vergleich zu 2019 %p 10 8 6 4 2 0 −2 −4 −6+2,15 %p−2,13 %p−4,25 %p−2,90 %p−2,38 %p+9,51 %pFWCDUGrüneFDPSPDBWin |
| gesamt                            | gesamt                                      | 100,0   | 26         | 100,0   | 26         | Kommunalwahl 2024 %403020100 32,37 %21,68 %14,03 %11,27 %11,14 %9,51 % FWCDUGrüneFDPSPDBWinGewinne und Verlusteim Vergleich zu 2019 %p 10 8 6 4 2 0 −2 −4 −6+2,15 %p−2,13 %p−4,25 %p−2,90 %p−2,38 %p+9,51 %pFWCDUGrüneFDPSPDBWin |
| Wahlbeteiligung                   | Wahlbeteiligung                             | 58,31 % | 58,31 %    | 57,71 % | 57,71 %    | Kommunalwahl 2024 %403020100 32,37 %21,68 %14,03 %11,27 %11,14 %9,51 % FWCDUGrüneFDPSPDBWinGewinne und Verlusteim Vergleich zu 2019 %p 10 8 6 4 2 0 −2 −4 −6+2,15 %p−2,13 %p−4,25 %p−2,90 %p−2,38 %p+9,51 %pFWCDUGrüneFDPSPDBWin |

### Jugendgemeinderat
Bereits seit 1994 gestalten die Winnender Jugendlichen das kommunale Geschehen in einem jeweils auf zwei Jahre gewählten Jugendgemeinderat mit. Der Jugendgemeinderat ist Sprachrohr der Jugendlichen und Mittler zwischen den Jugendlichen und den Institutionen der Stadt. Das Stadtjugendreferat und das Hauptamt der Stadtverwaltung unterstützen das Gremium.

### Bürgermeister
An der Spitze der Stadt stand seit dem späten Mittelalter der Magistrat, bestehend aus dem Amtsbürgermeister, dem Bürgermeister, dem Amtsschreiber, elf Gerichtsverwandten und sechs Ratsverwandten. Die Aufsicht über die Stadt übte der Vogt aus. Ab 1613 gab es einen eigenständigen Obervogt, zuvor einen gemeinsamen Obervogt mit Waiblingen.
Seit 1819 trug das Stadtoberhaupt die Bezeichnung „Stadtschultheiß“, seit 1930 Bürgermeister. Mit der Erhebung zur Großen Kreisstadt am 1. Januar 1973 lautet die Amtsbezeichnung Oberbürgermeister. Dieser wird von der wahlberechtigten Bevölkerung auf 8 Jahre direkt gewählt. Er ist Vorsitzender des Gemeinderats, Leiter der Verwaltung und Vertreter der Stadt nach außen. Sein allgemeiner Stellvertreter ist seit Anfang der siebziger Jahre der Erste Beigeordnete, seit 1978 mit der Amtsbezeichnung „Bürgermeister“, der vom Gemeinderat gewählt wird.
Oberbürgermeister
- 1973–1978: Hermann Schwab (zuvor ab 1947 Bürgermeister)
- 1978–1994: Karl-Heinrich Lebherz
- 1994–2010: Bernhard Fritz (CDU)
- seit 1. April 2010: Hartmut Holzwarth (CDU). Holzwarth wurde im Januar 2018 mit 91,4 Prozent der Stimmen wiedergewählt.[22]

### Wappen
| Wappen der Stadt Winnenden | Blasonierung: „In Silber (Weiß) ein von zwei grünen Windenranken umgebener goldener (gelber) Schild, darin drei liegende schwarze Hirschstangen übereinander.“ |
| Wappen der Stadt Winnenden | Wappenbegründung: Das Wappen wurde am 23. Januar 1961 vom Innenministerium Baden-Württemberg genehmigt. Von 1333 bis 1569 enthielten die Siegel lediglich das Stammwappen der württembergischen Stadtherrschaft mit den drei Hirschstangen. Danach setzte sich auch in den Siegeln das schon in einer Zeichnung von 1535 belegte „redende“ Beizeichen der Windenranken, die den württembergischen Schild umgeben, durch. Diese Tradition brach im 19. Jahrhundert ab, als die Stadt einen Würfel (Glücksbringer für die Gewinnenden) zum Wappenbild erkoren hatte. Im Jahre 1960 beschloss der Gemeinderat jedoch die Wiederaufnahme des alten Wappens. |

### Banner
|  | 00Banner: „Das Banner ist schwarz-gelb gespalten mit dem aufgelegten Wappen oberhalb der Mitte.“ |

### Städtepartnerschaften
Winnenden unterhält drei Städte-Partnerschaften:
- seit 1969 mit Albertville (Département Savoie) in den französischen Alpen, Gastgeberin der Olympischen Winterspiele 1992
- seit 1993 mit dem spanischen Santo Domingo de la Calzada (Region La Rioja)
- seit 2021 mit dem österreichischen Wals-Siezenheim im Land Salzburg[24]

## Kultur und Sehenswürdigkeiten

### Museen/Ausstellungen

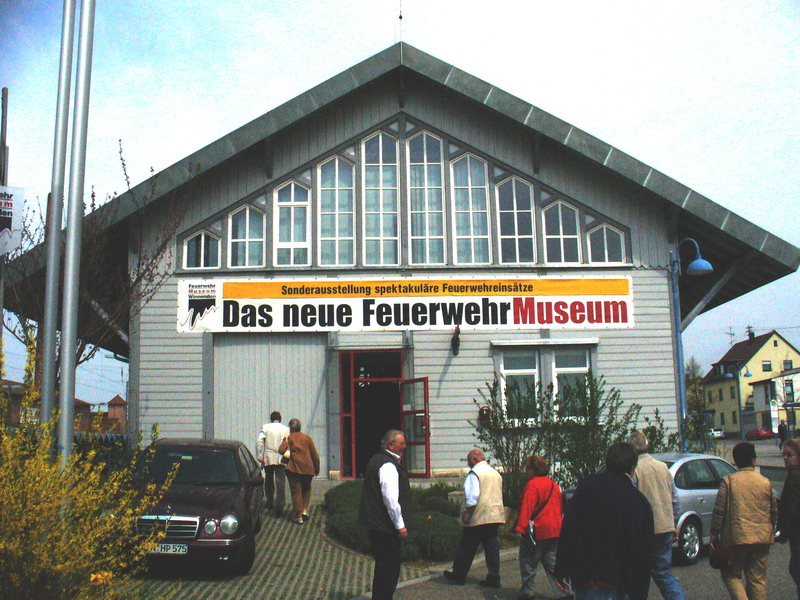
Feuerwehrmuseum Winnenden

- Große Modelleisenbahnanlage der PMW e. V.[25]
- Feuerwehrmuseum Winnenden – direkt am Bahnhof
- Heimatmuseum Winnenden – im Schwaikheimer Torturm
- Heimatstube im Stadtteil Winnenden-Hertmannsweiler
- Nikolaus-Lenau-Ausstellung im Schloss-Café
- Virtuelles Stadtmuseum Winnenden: https://www.virtuelles-stadtmuseum-winnenden.de

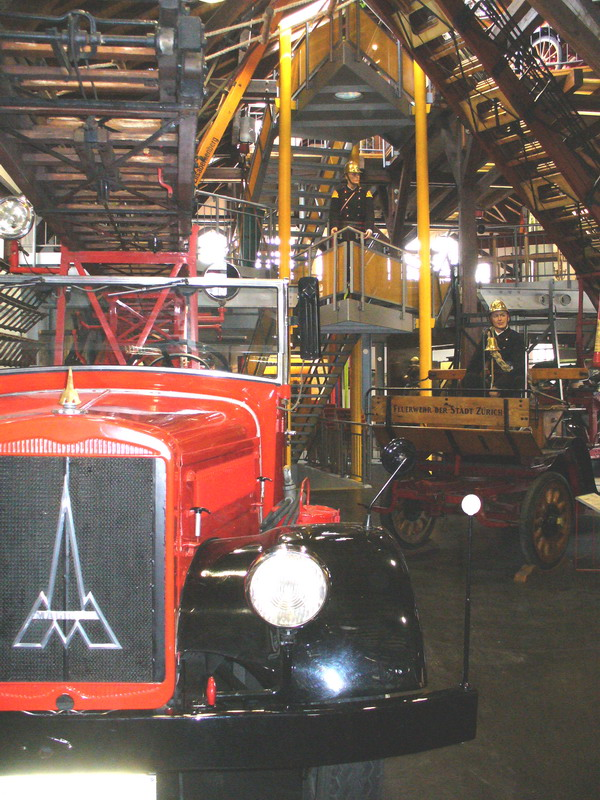
Drehleiterfahrzeuge
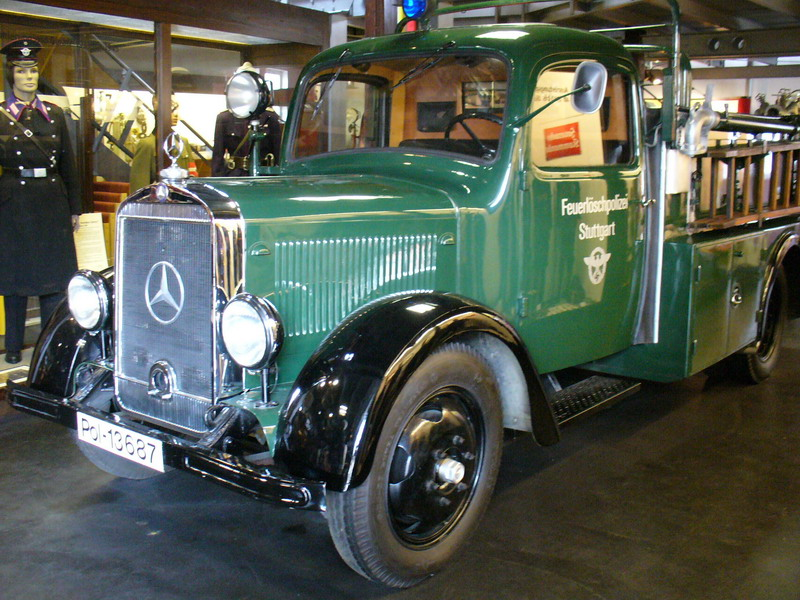
Feuerlöschpolizeifahrzeug
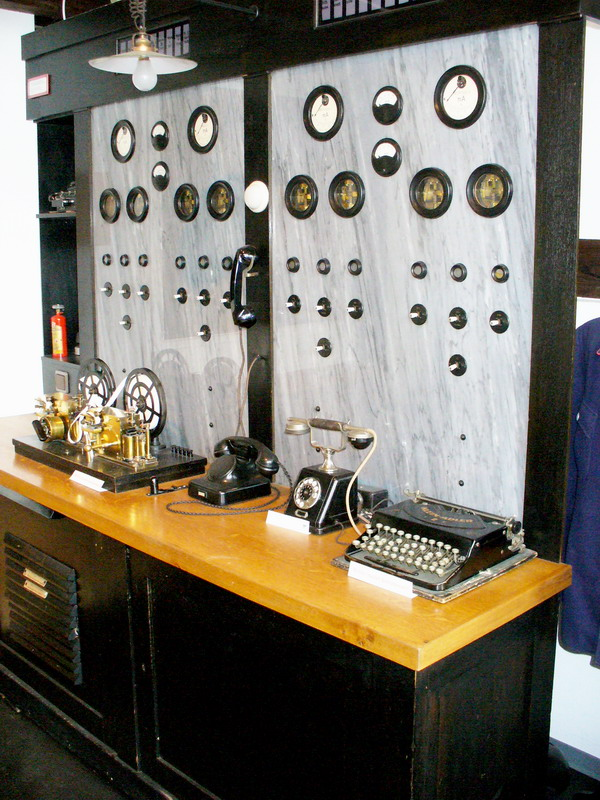
Brandmelderanlage
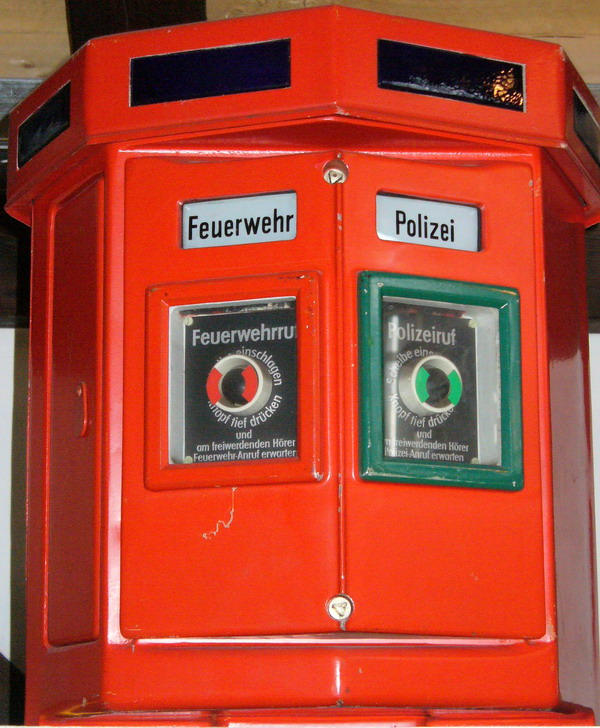
Feuer-/Polizeimelder

### Bauwerke

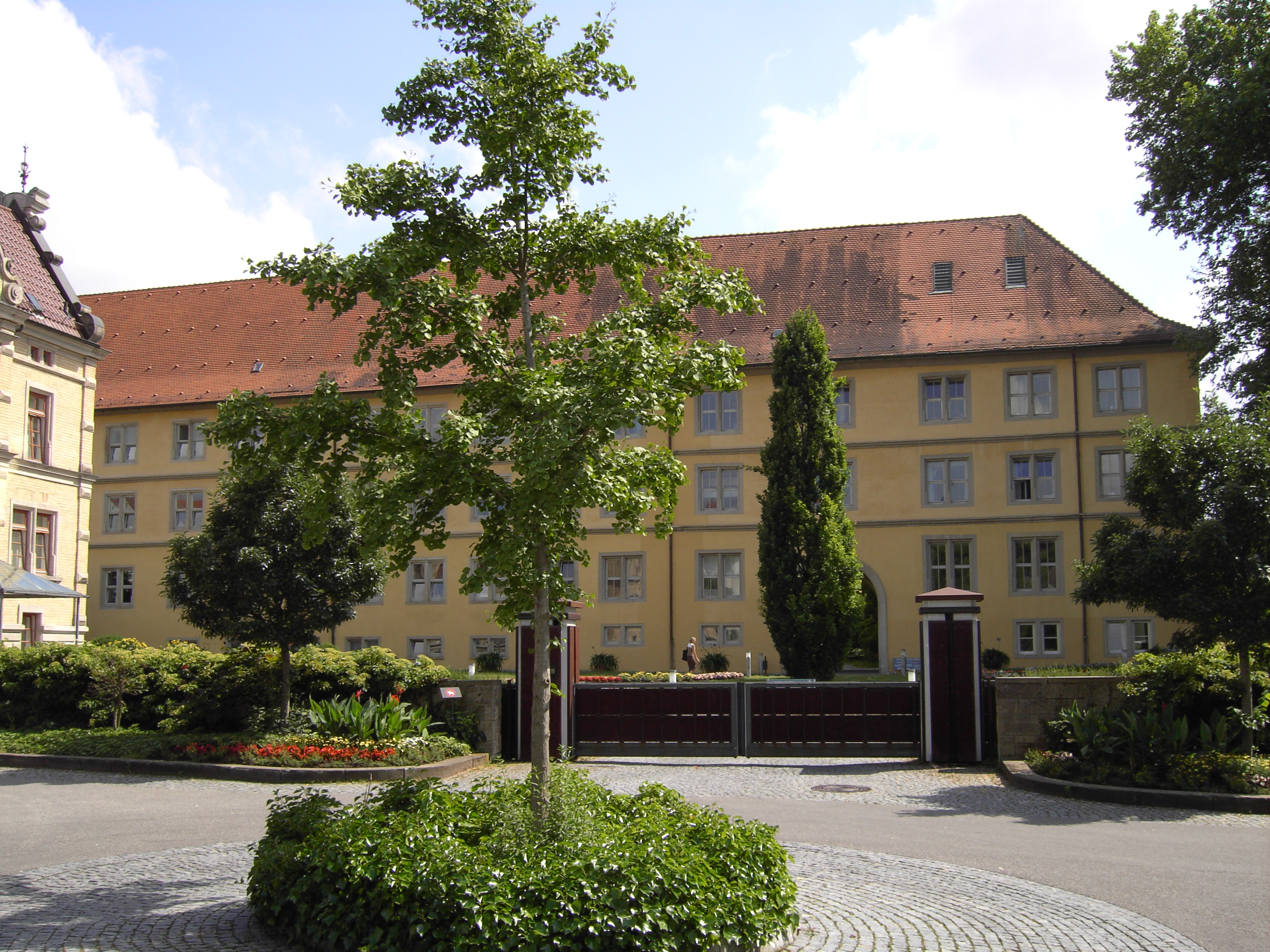
Schloss Winnental

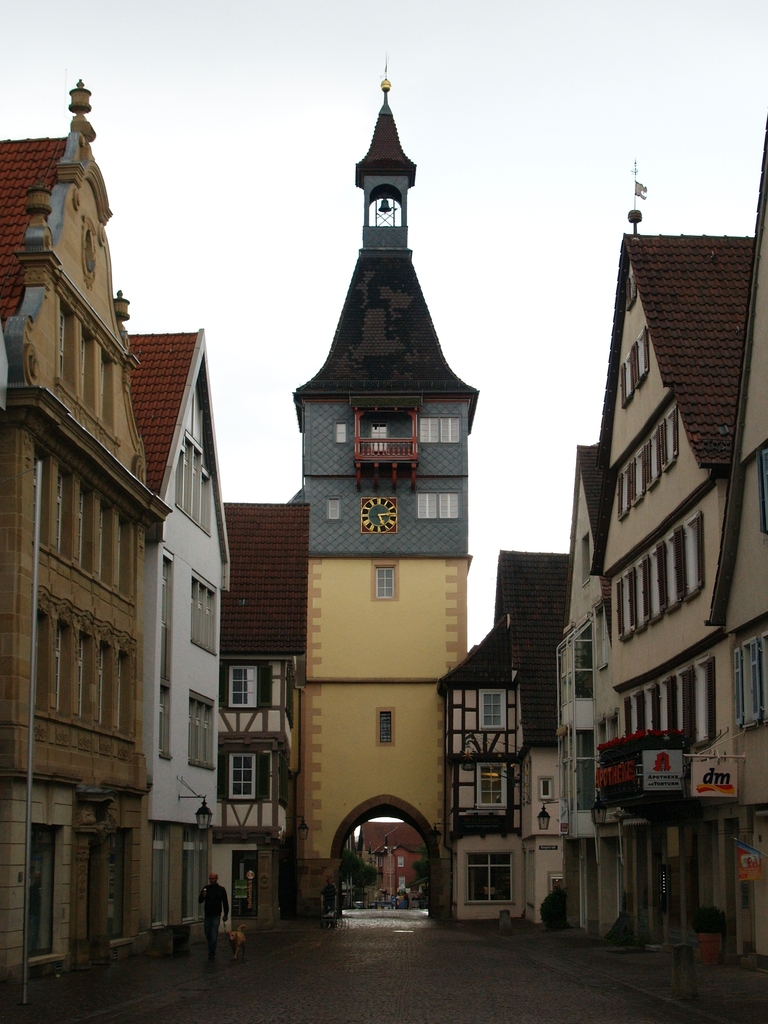
Schwaikheimer Torturm

- Sehenswerter historischer Altstadtkern mit Fachwerkhäusern und repräsentativen Bürgerhäusern aus der Barockzeit sowie dem Schwaikheimer Torturm, dem Wahrzeichen der Stadt und dem Diebsturm.
- Stadtkirche St. Bernhard, die heutige Pfarrkirche der Kirchengemeinde wurde als Kapelle im frühgotischen Stil erbaut und nach der Reformation umgebaut. Der Turm erhielt beim Wiederaufbau 1693 eine Kuppel mit glockenförmig abgedeckter Laterne.
- Schloss Winnental war zunächst eine Kommende des Deutschen Ordens, dann Residenzschloss der Herren von Württemberg-Winnental.
- Die Schlosskirche ist eine dreischiffige Pfeilerbasilika, die als ursprüngliche Pfarrkirche im 14. Jahrhundert nach mehreren Vorgängerkirchen am selben Ort erbaut wurde. In unmittelbarer Nachbarschaft des Schlosses gelegen, wurde sie auch vom Deutschen Orden benutzt. Im Chor steht der im Jahre 1520 errichtete Jacobus-Hochaltar, der das Leben und Wirken des Apostels Jakobus darstellt.

- Die „Neumühle“ in Winnenden-Birkmannsweiler wurde für den Witwer und Müller Johann Jakob Schurr (auch Johann Jacob Schurrer genannt[26]) erbaut, weist aber Initialen im Schlussstein auf, die in Verbindung zu seinem Schwager Johann Adam Groß der Ältere gebracht werden. Während und nach dem Zweiten Weltkrieg wurde die Anlage ausgebaut, instand gesetzt und beherbergte auf vier Etagen einen Mahlbetrieb. Seit 1987 steht die Neumühle unter Denkmalschutz.[27]
- Das Winnender Markthaus wurde im Herbst 2006 eröffnet. In ihm befindet sich neben verschiedenen Geschäften auch die Winnender Stadtbücherei. Das Markthaus soll die Innenstadt (Marktstraße) attraktiver machen.
- Das Wohngebiet Arkadien Winnenden wurde zwischen 2007 und 2012 erbaut. Es ist ein Projekt von Strenger aus Ludwigsburg und wurde international ausgezeichnet als nachhaltigstes Bauprojekt weltweit (Green Dot Award). Unter Einheimischen ist es bekannt als „Die Toskana“.

In den Stadtteilen gibt es folgende Kirchen:
- Die evangelische Pfarrkirche Birkmannsweiler ist die ehemalige Ulrichskapelle, die im 19. Jahrhundert umgebaut wurde. Die Holzkanzel stammt von 1520/30.
- Die evangelische Kirche Breuningsweiler wurde 1922/23 erbaut, 1973 erfolgte die Einweihung des Kirchenneubaus.
- In Bürg gibt es erst seit 1964 eine Kirche (Auferstehungskirche), doch ist auch hier 1355 eine Kapelle St. Veit bezeugt.
- Hanweiler hat seit 1962 eine evangelische Kirche.
- Die Kirche Hertmannsweiler wurde 1733 anstelle einer Vorgängerkirche erbaut und 1876 erneuert.

### Regelmäßige Veranstaltungen
- Mai: Winnender Wonnetag (seit 2004)
- Juli: City-Treff Winnenden, DLRG 24h-Schwimmen
- August: Winnender Weintage, Breuningsweiler Hocketse
- Oktober: Winnender Herbstmarkt
- Oktober/November: Winnender Kinder- und Jugendbuchtage seit 1984 im Festsaal des Zentrums für Psychiatrie
- November/Dezember (1. Adventwochenende): Weihnachtsmarkt Winnenden

## Wirtschaft und Infrastruktur

### Verkehr
Winnenden liegt an der B 14 (Stuttgart–Schwäbisch Hall) zwischen Waiblingen und Backnang. Bis zur Einweihung der Umgehungsstraße im September 2009 führte der Verlauf der B14 durchs Stadtzentrum, denn der autobahnähnliche Ausbau der B14 ab Fellbach war 1979 nur bis zum südwestlichen Ortseingang von Winnenden erfolgt. Seit 2002 wurde an der vierspurigen Westumfahrung gebaut. Der vorübergehend als Bundesstraße 14n bezeichnete 2006 freigegebene südliche Bauabschnitt über die Zipfelbachtalbrücke endete zunächst an der Anschlussstelle Winnenden-Mitte vor der Baustelle des Tunnel Leutenbach, der zwischen Leutenbach und Winnenden den Hungerberg und die Murrbahnlinie unterquert. Der Tunnel sowie das nördliche Teilstück bis Nellmersbach wurden am 21. September 2009 freigegeben. Die alte B14-Trasse durch Winnenden und Hertmannsweiler wurde zurückgestuft und teilweise rückgebaut.

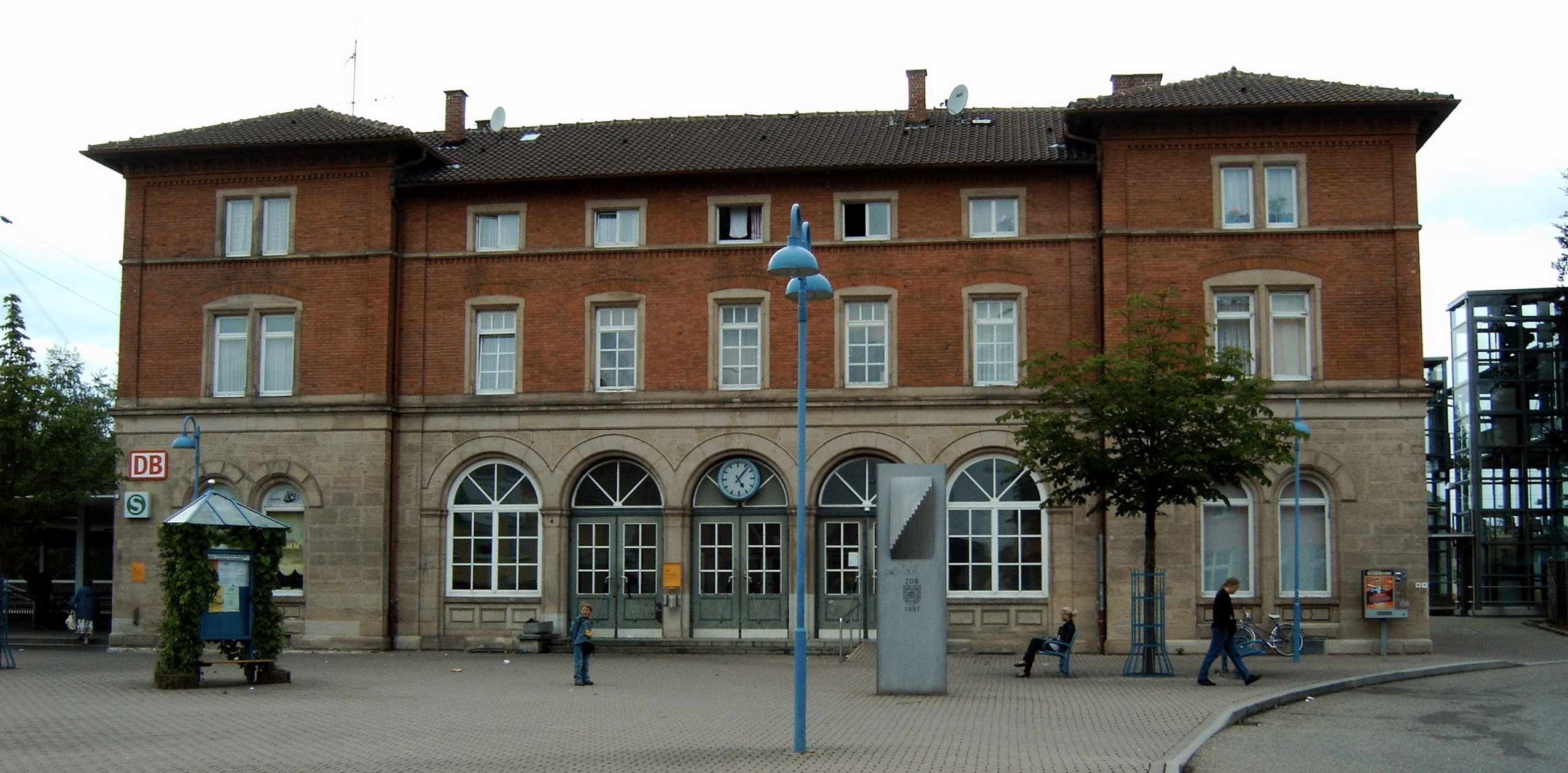
Bahnhof

Winnenden liegt an der Bahnstrecke Waiblingen–Schwäbisch Hall-Hessental (Kursbuchstrecke 785, „Murrbahn“). Hier verkehrt auch die Linie S3 (Backnang–Stuttgart–Flughafen) der S-Bahn Stuttgart. Vom Bahnhof Winnenden erreicht man in 25 Minuten den Stuttgarter Hauptbahnhof. Innerstädtisch wird ein Netz von Buslinien betrieben, die aber auch zu angrenzenden Gemeinden verkehren. Alle Linien verkehren zu einheitlichen Preisen innerhalb des Verkehrs- und Tarifverbund Stuttgart (VVS).
Durch eine Alltagsroute aus dem Radnetz Baden-Württemberg ist Winnenden an Korb vorbei mit Waiblingen und in der anderen Richtung über Leutenbach mit Backnang verbunden. 
Winnenden ist Mitglied der AGFK (Arbeitsgemeinschaft Fahrrad- und Fußverkehrsfreundlicher Kommunen) in Baden-Württemberg.

### Ansässige Unternehmen
Überregionale Bedeutung haben der Reinigungsgerätehersteller Kärcher (Weltmarktführer für Hochdruckreiniger), A&M Electric Tools mit den Elektrowerkzeug-Marken AEG und Milwaukee sowie der mittelständische Sportgerätehersteller Gotthilf Benz Turngerätefabrik.

### Medien
Über das lokale Tagesgeschehen in Winnenden berichtet die Tageszeitung Winnender Zeitung des Zeitungsverlags Waiblingen.

### Bildung
Winnenden hat vier Grundschulen in der Kernstadt (Kastenschule, Hungerbergschule und die Stöckachschule mit der Grundschulförderklasse) und je eine weitere Grundschule in den Stadtteilen Birkmannsweiler, Breuningsweiler, Hertmannsweiler, Höfen und Schelmenholz.
Es gibt eine Gemeinschaftsschule (Ludwig-Uhland-Gemeinschaftsschule Schwaikheim, Außenstelle Winnenden), zwei Realschulen (Albertville- und Geschwister-Scholl-Realschule), sowie zwei Gymnasien (Lessing-Gymnasium und Georg-Büchner-Gymnasium). Außerdem eine Förderschule (Haselsteinschule), und drei Sonderschulen (Schule beim Jakobsweg, Berufskolleg für Gebärdensprache, und die Bodenwaldschule) als Einrichtungen der Paulinenpflege. Die Erwachsenenbildung organisiert die Volkshochschule Winnenden, die auch für Schwaikheim und Leutenbach zuständig ist.

### Klinikum Schloß Winnenden

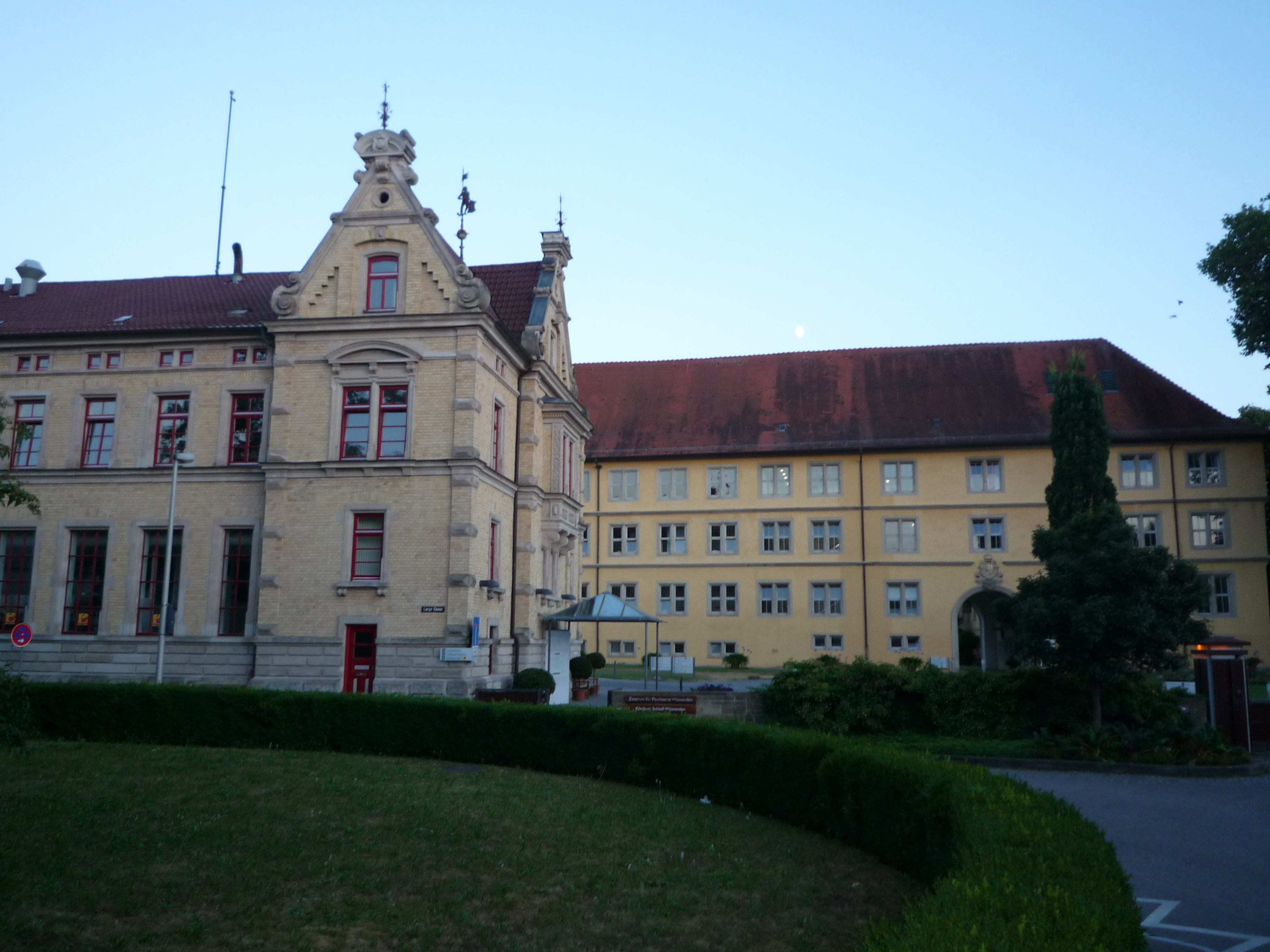
Klinikum Schloß Winnenden

Am 1. März 1834 wurde nach Plänen des Mediziners und Reformers der klinischen Psychiatrie Karl Heinrich Gotthilf von Köstlin im Schloss Winnental eine Nervenheilanstalt eingerichtet. Albert Zeller wurde mit der Leitung der Heil- und Pflegeanstalt beauftragt. Zeller prägte mit seiner Arbeit in Winnenthal die Entwicklung der Psychiatrie in Deutschland. Der Dichter Nikolaus Lenau, der Amokläufer Ernst August Wagner und auch der Arzt und Physiker Robert Mayer waren hier in Behandlung.
Im Jahre 1940 wurde die staatliche Anstalt Württembergs Zwischenanstalt für Patienten und Heimbewohner aus dem Bürgerhospital Stuttgart, Göppingen, der Paulinenpflege Winnenden, Rottenmünster und Stetten im Remstal. Im Rahmen der „Aktion T4“ wurden 396 Frauen, Männer, Jugendliche und Kinder durch die Nationalsozialisten infolge der sogenannten Euthanasie durch die sogenannten „Grauen Busse“ der Gemeinnützigen Krankentransport GmbH (Gekrat) in die Tötungsanstalt Schloss Grafeneck verlegt und dort ermordet.
1971 wurde aus der ehemaligen Heilanstalt das moderne Psychiatrische Landeskrankenhaus (PLK). Im Jahre 1996 änderte sich die Rechtsform des Krankenhauses in eine Anstalt des öffentlichen Rechts und das PLK wurde in Zentrum für Psychiatrie (ZfP) umbenannt.
Heute ist das Klinikum Schloß Winnenden – Zentrum für Psychiatrie Winnenden ein modernes Fachkrankenhaus für Psychiatrie und Neurologie mit ca. 600 Betten und einer zeitgemäßen Ausstattung. 2016 konnte eine psychiatrische Tagesklinik für Kinder und Jugendliche eröffnet werden.

### Rems-Murr-Klinikum

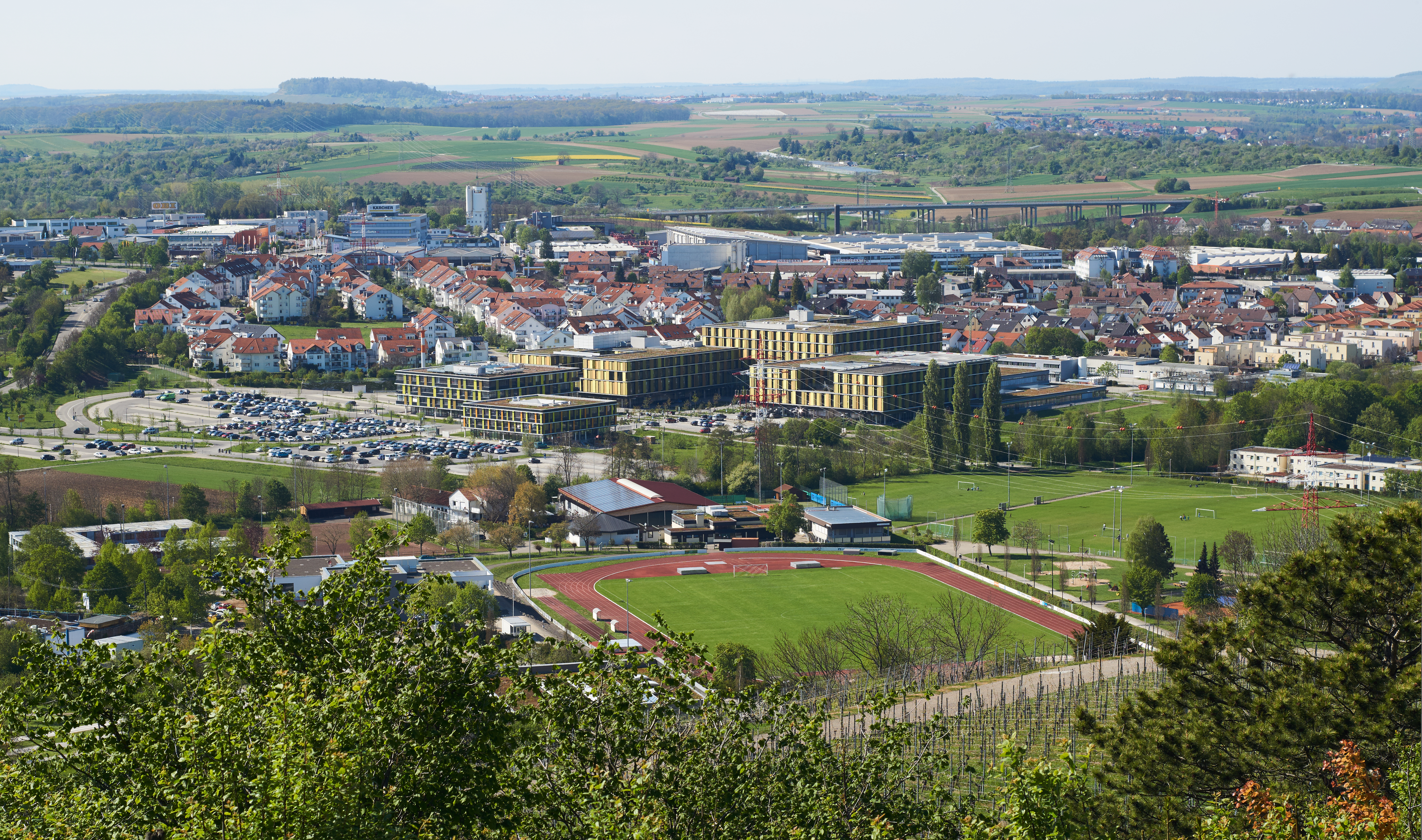
Rems-Murr-Klinikum Winnenden

Am 14. Juli 2008 hat der Kreistag des Rems-Murr-Kreises beschlossen, in Winnenden das neue zentrale Kreiskrankenhaus zu errichten. Im Gegenzug wurden die Krankenhäuser in Backnang und Waiblingen nach Fertigstellung des neuen Krankenhauskomplexes geschlossen. Mit den Vorarbeiten wurde 2008 begonnen, Mitte Juni 2009 begannen die eigentlichen Bauarbeiten. Die Eröffnung des Rems-Murr-Klinikums Winnenden erfolgte am 4. Juli 2014, der reguläre Betrieb wurde am 19. Juli 2014 aufgenommen. Die Baukosten betrugen ca. 292 Millionen Euro – also rund 30 Millionen Euro über den einst geplanten 260 Millionen, das Krankenhaus grenzt an das Klinikum Schloß Winnenden an. Im aktuellen Ausbau (Stand 2019) stehen 667 Planbetten und 13 OP-Säle, darunter ein Hybrid-OP zur Verfügung.
Das Klinikum ist seit 2015 akademisches Lehrkrankenhaus der Eberhard Karls Universität Tübingen. Am 20. Februar 2019 haben die ersten Medizinstudentinnen und -studenten am Rems-Murr-Klinikum Winnenden erfolgreich ihr Staatsexamen abgelegt.
Das Rems-Murr-Klinikum Winnenden wird zusammen mit dem Rems-Murr-Klinikum in Schorndorf von der Rems-Murr-Kliniken gGmbH geführt, die wiederum ein 100%iges Unternehmen des Rems-Murr-Kreises ist.

### Paulinenpflege

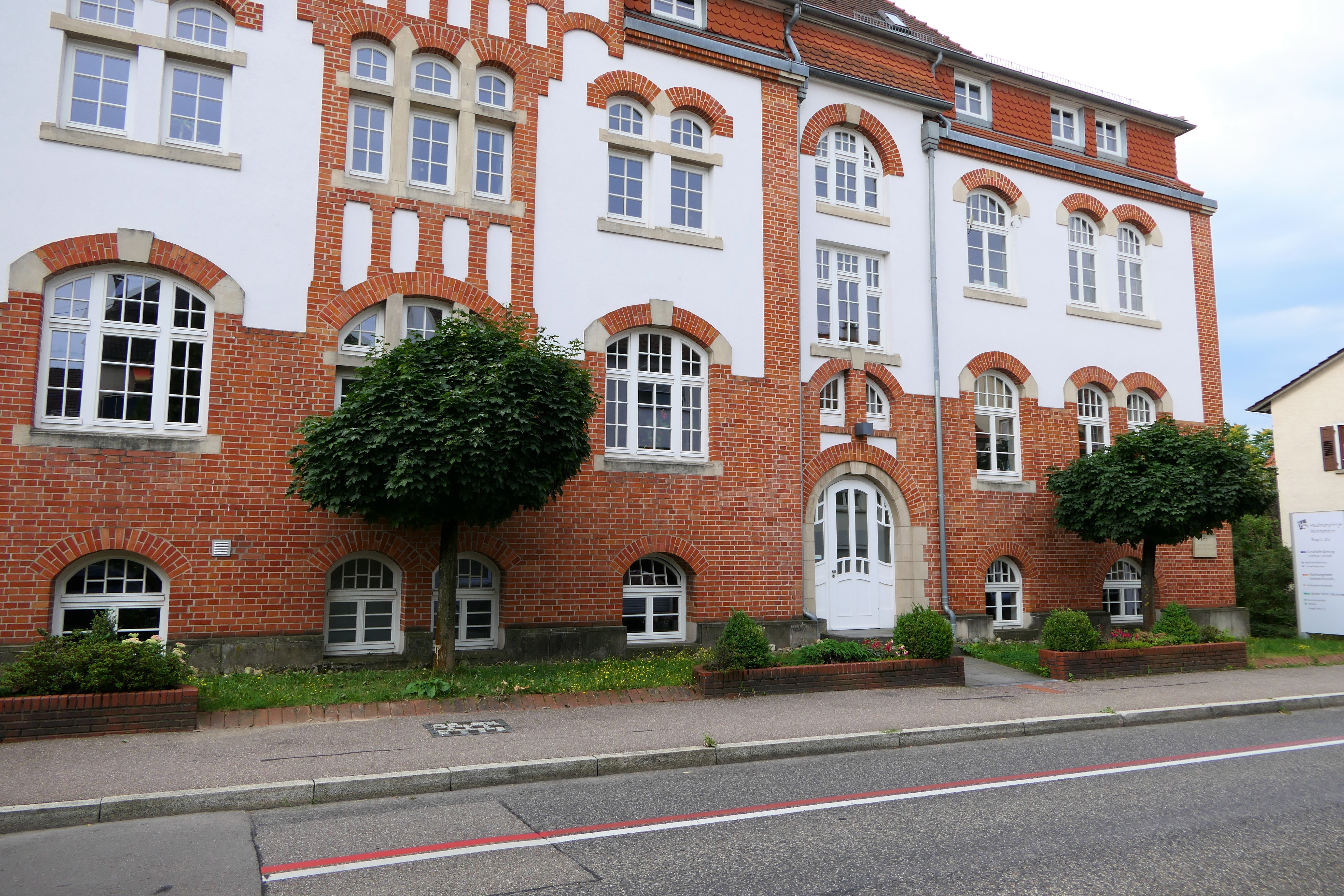
Paulinenpflege Winnenden

Eine weitere Einrichtung im Gesundheitssektor, ist die im Jahre 1823 von dem evangelischen Pfarrer Friedrich Heim gegründete Paulinenpflege. Sie ist Mitglied im Diakonischen Werk Württemberg. Über 1.500 Personen werden in den drei Bereichen Jugendhilfeverbund, Behindertenhilfe und Berufsbildungswerk betreut.
Eine überregionale Bedeutung hat vor allem das Berufsbildungswerk der Paulinenpflege, in dem hör- und sprachbehinderten Jugendlichen aus ganz Deutschland die Möglichkeit gegeben wird, einen Beruf nach ihren Begabungen zu erlernen.
Geistig- und mehrfachbehinderten Erwachsenen wird in den Heimen der Paulinenpflege lebenslanges Wohnen und bei Bedarf Pflege angeboten.
Die Tochtergesellschaft ABQ Rems-Murr GmbH bietet Dienstleistungen zur Qualifizierung und Arbeitsvermittlung im Auftrag der Bundesagentur für Arbeit. Darüber hinaus beschäftigt sie Schwerbehinderte in verschiedenen Arbeitsfeldern.
Seit 2009 bietet die Paulinenpflege neben einem Berufskolleg für Gebärdensprache und der Fachhochschulreife auch Einblicke in die soziale Arbeit an.

### Freizeit- und Sportanlagen
Das Wunnebad bietet als Hallen- und Freibad unter anderem 2000 Quadratmeter Wasserfläche, eine Rutsche mit Zeitmessung, einen Strömungskanal und eine Saunalandschaft. Im Winter werden die drei Beachvolleyballfelder mit einer Eisbahn überbaut. Im Stadtteil Höfen gibt es ein Mineralfreibad, das nur im Sommer geöffnet hat, im Stadtteil Bürg ein weiteres, ehrenamtlich betriebenes Freibad.
In Winnenden sowie den Teilorten Birkmannsweiler, Breuningsweiler, Hertmannsweiler und Höfen-Baach existieren außerdem jeweils Fußballplätze. Im Februar 2017 eröffnete in Winnenden zudem in direkter Nähe zum dortigen Fußballplatz ein Sportpark. Zu diesem gehört auch der „Winners Dome“, Deutschlands größte Bewegungslandschaft.

### Sport
Größter Sportverein ist die Sportvereinigung Winnenden (SV Winnenden 1848 e. V.) mit 2800 Mitgliedern und 15 Abteilungen. Die Abteilung Leichtathletik ist Teil der bei den bei Baden-Württembergischen und Deutschen Meisterschaften oft erfolgreichen Startergemeinschaft LG Rems-Murr. Die erste Mannschaft der Abteilung Inline-Skaterhockey Fastbreakers Winnenden spielte früher als Starfighters Winnenden in der 2. Bundesliga Süd.
Außerdem spielt die Frauenfußballmannschaft der SV Winnenden in der Landesliga (6. Liga).
2021 hatte sich die Stadt zusammen mit dem Rems-Murr-Kreis und den Städten Backnang und Waiblingen als Host Town für die Gestaltung eines viertägigen Programms für eine internationale Delegation der Special Olympics World Summer Games 2023 in Berlin beworben. 2022 war die Stadt als Gastgeberin für Special Olympics Bermuda ausgewählt worden. Es waren 35 Personen angekündigt. Damit wurde die Stadt Teil des größten kommunalen Inklusionsprojekts in der Geschichte der Bundesrepublik mit mehr als 200 Host Towns.

## Persönlichkeiten

### Ehrenbürger
Die Stadt Winnenden hat folgenden Personen das Ehrenbürgerrecht verliehen:
- 1853: Albert Zeller (1804–1877)
- 1865: Christian Wunderlich (1806–1871)
- 1934: Albert Gänßle (1891–1970), Ehrenbürger der ehemaligen Gemeinde Höfen
- 1935: Marie Huzel (1856–1946)
- 1953: Ernst Spingler (1878–1963)
- 1954: Robert Boehringer (1884–1974)
- 1976: Adolf Schmidgall (1900–1985)
- 1978: Hermann Schwab (1917–2000), Oberbürgermeister a. D.
- 1995: Karl-Heinrich Lebherz, Oberbürgermeister a. D.
- 2018: Helmut Pflüger
- 2018: Siegfried Steiger (1929–2022)
- 2018: Ute Steiger (1933–2022)

### Söhne und Töchter der Stadt
Die Liste enthält Personen, die in Winnenden geboren sind. Ob die Stadt zu ihrem späteren Wirkungskreis gehört, ist dabei unerheblich. Die Liste erhebt keinen Anspruch auf Vollständigkeit.
- Ägidius Hunnius der Ältere (1550–1603), lutherischer Theologe
- Polykarp Leyser der Ältere (1552–1610), lutherischer Theologe
- Johann Albrecht Bengel (1687–1752), lutherischer Theologe, Vertreter des Pietismus
- Johann Adam Groß der Ältere (1697–1757), Architekt und Landesbaumeister
- Johann Adam Groß der Jüngere (1728–1794), Architekt, Landbaumeister und Stadtplaner
- Johann Christoph Keller (1732–1801), Baumeister des Barock
- Johann Adam Groß III (1750–1817), Architekt, Oberweginspektor und Landbaumeister
- Friedrich von Sprösser (1772–1836), Oberamtmann in Crailsheim und Göppingen, Landtagsabgeordneter
- Christoph Gottlob Müller (1785–1858), Vertreter des Methodismus
- Eduard von Kausler (1801–1873), Archivar und Historiker
- Christian David Friedrich Palmer (1811–1875), evangelischer Theologe und Komponist, Professor in Tübingen
- Wilhelmine Mayer (geborene Closs, 1816–1899), Ehefrau des Arztes und Physikers Robert Mayer
- Ludwig Schwarz (1819–1889), Tuchfabrikant, Reichstags- und Landtagsabgeordneter
- Johann Gottlieb Christaller (1827–1895), Missionar und Sprachforscher
- Carl Hoffmann (1836–1903), evangelischer Pfarrer und Superintendent
- Reinhold Cleß (1839–1907), Bauunternehmer und Landtagsabgeordneter
- Julius Kornbeck (1839–1920), Maler
- Karl von Teichmann (1862–1936), geboren in Hertmannsweiler, württembergischer Generalleutnant
- Joseph Gauger (1866–1939), württembergischer Theologe
- Friedrich Rippmann (1868–1940), württembergischer Oberamtmann und Landrat
- Robert Boehringer (1884–1974), Industrieller (chemische Industrie) und Lyriker
- Hans Heinz (* 1951), Politiker, Landtagsabgeordneter (CDU)
- Arno Schäfer (* 1954), Fußballspieler
- Claus Lämmle (* 1959), Maler, Konzeptkünstler und Designer
- Björn Steiger (1960–1969), Namensgeber der Björn-Steiger-Stiftung
- Martin Lenz (* 1971), Musiker und Schriftsteller
- Uwe Neumahr (* 1972), Literaturwissenschaftler und Schriftsteller
- Catrin Wahlen (* 1972), Politikerin (Bündnis 90/Die Grünen)

### Persönlichkeiten, die in der Stadt gewirkt haben
- Arsacius Seehofer (um 1505–1545), reformatorischer Theologe, war Pfarrer von Winnenden
- Johann Eberhard Rösler (1668–1733), Philosoph und Hochschullehrer, war über Jahre in Winnenden als Feldprediger stationiert
- Wilhelm Hoffmann (1806–1873), 1834 bis 1839 evangelischer Pfarrer von Winnenden, später Oberhofprediger in Berlin
- Magnus Bareth (1923–2016), Architekt, Träger des Bundesverdienstkreuzes. Nach seinen Plänen wurden 1971 die drei Hochhäuser im Schelmenholz errichtet.
- Alfred Daiber (1886–um 1958), u. a. ein Architekt; nach seinen Plänen wurde 1932 die Friedhofskapelle in Winnenden errichtet.
- Alfred Kärcher (1901–1959), Tüftler und Unternehmer; gründete 1935 die Alfred Kärcher GmbH & Co. KG, heutiger Weltmarktführer für Hochdruckreiniger.
- Simon Mora, deutscher Schauspieler und Synchronregisseur, lebt in Winnenden